# 东方海南溪蟹
东方海南溪蟹（学名：Hainanpotamon orientalis）为溪蟹科海南溪蟹属的动物。在中国大陆，分布于海南岛等地，常见于海岛沿岸溪流的泥洞中或山涧溪流石下。
其种加词“orientalis”意为“东方的”。